# Conrad Gessner
Conrad Gessner (Zürich, 1516. március 26. – Zürich, 1565. december 13.) svájci természettudós, zoológus, botanikus. Botanikai szakmunkákban nevének rövidítése: „Gesner”. A neve előfordul Konrad Gessner, Conrad Geßner, Conrad von Gesner, Conradus Gesnerus, Conrad Gesner alakban is.

## Életpályája
Zürichben született és ott is tanult. Apja szűcs volt, akinek a kappeli csatában bekövetkezett halála (1531) után szűkösen élt. Barátai, régi tanára, Oswald Myconius, majd Heinrich Bullinger segítségével 1532–33-ban tovább folytathatta a tanulmányait Strasbourgban és Brugge-ben. Párizsban nagylelkű patrónusra talált Job Steiger személyében. 
1531-ben a vallási zavargások miatt visszatért Zürichbe, ahol meggondolatlanul kötött házasságot. Újra a barátai segítségére szorult, akik lehetővé tették, hogy 1536-ban Bázelben folytathassa a tanulmányait, majd 1537-ben Lausanne általuk újonnan alapított egyetemén a görög nyelv tanára lett. Szabadidejében tudományos kutatásokat végzett, különösen botanikával foglalkozott. 1540–1541-ben Montpellier híres orvosi egyetemén tanult, majd 1541-ben Bázelben szerzett orvosi doktorátust és Zürichben folytatott praxist, ahol élete hátralevő részét töltötte. Közben kisebb külföldi utazásokat tett és évente nyári botanikai felfedezőutakat tett a szülőföldjére. Kedvelte a természetjárást és elhatározta, hogy évente megmászik egy újabb hegycsúcsot, nemcsak azért, hogy növényeket gyűjtsön, hanem azért is hogy a testét eddze. Számos művön dolgozott, különféle témákban. Egy évvel azután halt meg pestisben, hogy megkapta a nemesi címet. 

## Művei
Ötkötetes műve, a Historiae animalium, a modern zoológia kezdetének számít. Forrásként a középkori bestiáriumokat és Olaus Magnus térképét is használta és számos képzelt lény ábráját közölte. A kortársai előtt elsősorban botanikusként volt ismert, noha ezen kéziratait csak jóval a halála után adták ki, 1751–1771-ben Nürnbergben, két kötetben. Ő maga csak az Enchiridion historiae plantarum (1541) és a négynyelvű Catalogus plantarum (1542) című műveket adta ki. 1545-ben jelent meg Bibliotheca universalis (szerk. J. Simler, 1574), mely a valaha élt összes latin, görög és héber írók katalógusa a műveikkel. Második része, a Pandectarium sive partitionum universalium Conradi Gesneri Ligurini libri xxi 1548-ban jelent meg. Utolsó része, a teológiai enciklopédia 1549-ben jelent meg. Tervezett orvosi művét azonban soha nem fejezte be. 
Fő műve, a Historiae animalium négy kötetben jelent meg (négylábúak, madarak, halak; Zürich 1551–1558), az ötödiket (kígyók) 1587-ben adták ki. 1555-ben jelent meg Mithridates de differentis linguis című műve, mely körülbelül 130 nyelv listája és 22 nyelvé, melyen az Urat dicsérik (köztök magyarul is). 1556-ban jelent meg Claudius Aelianus műveinek kiadása.

## Galéria

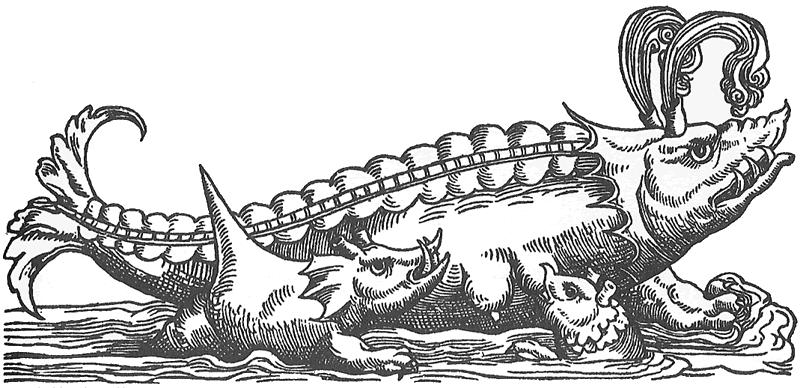
Szoptatós bálna Conrad Gessner, Icones Animalium (1560) című művéből
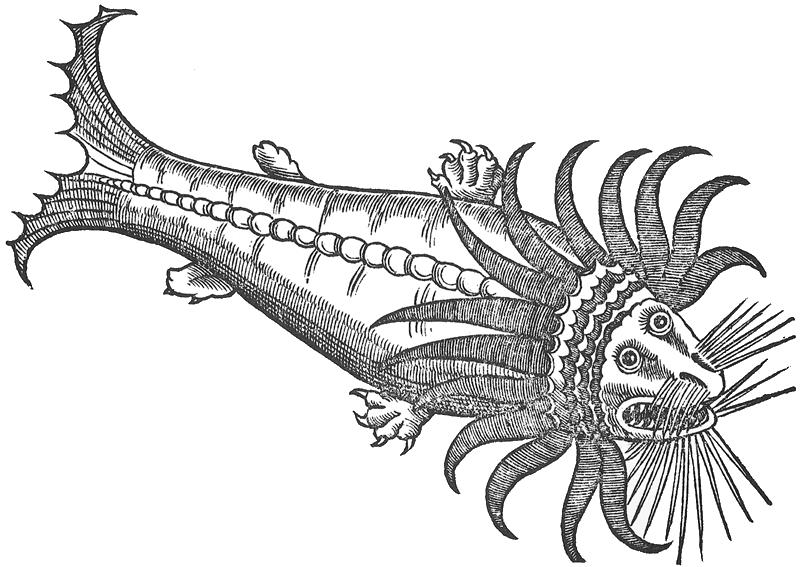
"Szakállas bálna" Conrad Gessner, De Piscium & Aquatilium Animantum Natura (1558) című művéből, melyet Olaus Magnustól vett át. Az állat előképe a kraken, az óriáspolip lehet.
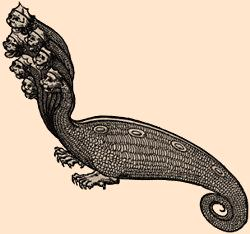
Hidra Conrad Gessner, De Piscium & Aquatilium Animantum Natura (1558) című művéből. Természetes előképe valószínűleg az octopus, a polip. Noha a képen csak hét feje van, általában kilencfejű, és a görög mitológia szerint minden levágott feje helyén két újabb nő ki. Gessner kételkedett a létezésében.
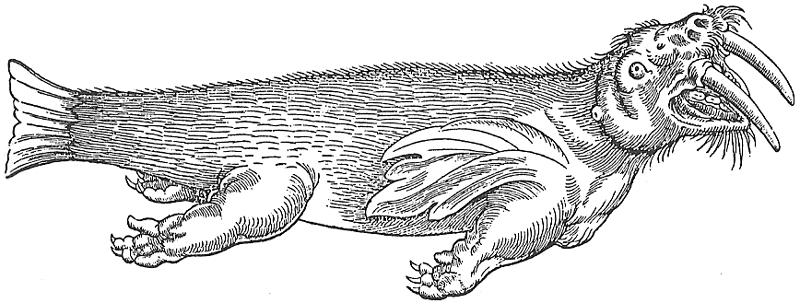
Walrus (rozmár) Conrad Gessner, De Piscium & Aquatilium Animantum Natura (1558) című művéből. Az állat képét, melyet ő "rosmarus"-nak nevezett, Olaus Magnus nyomán közölte, de kételkedett a létezésében, mert szerinte "a halaknak nincs lába".
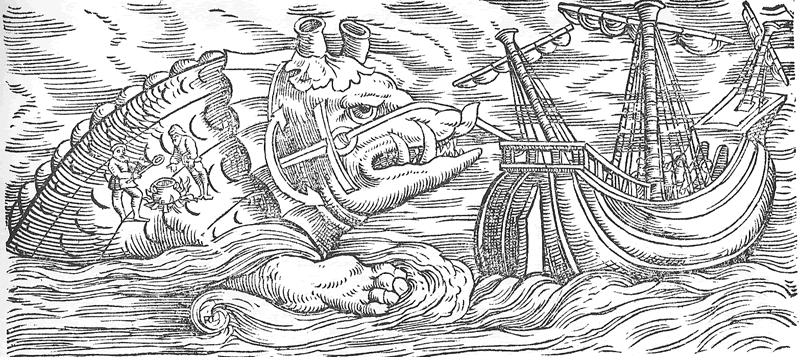
Szigetnyi méretű bálna Conrad Gessner, De Piscium & Aquatilium Animantum Natura (1558) című művéből. Gessner korában valószínűleg már nem hittek a szigetnyi máretű bálnák létezésében, de ezek nyomtatásban továbbra is megjelentek.
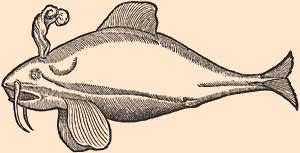
Bálna Conrad Gessner, De Piscium & Aquatilium Animantum Natura (1558) című művéből. Gesner korának egyéb bálnaábrázolásaihoz hasonlóan ez is egy kisebb bálnafajta megpillantásán alapulhat.
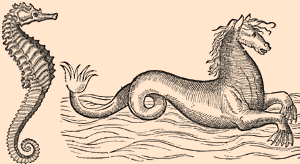
Tengeri csikó és a képzeletbeli tengeri ló Conrad Gessner, Nomenclator Aquatilium Animantium (1560) című művéből.
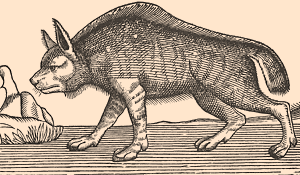
Tengeri farkas Conrad Gessner, Historiae animalium (négylábúak, Zürich 1551) című művéből. A korabeli hiedelmek szerint egyaránt élt a tengerben és a szárazföldön.
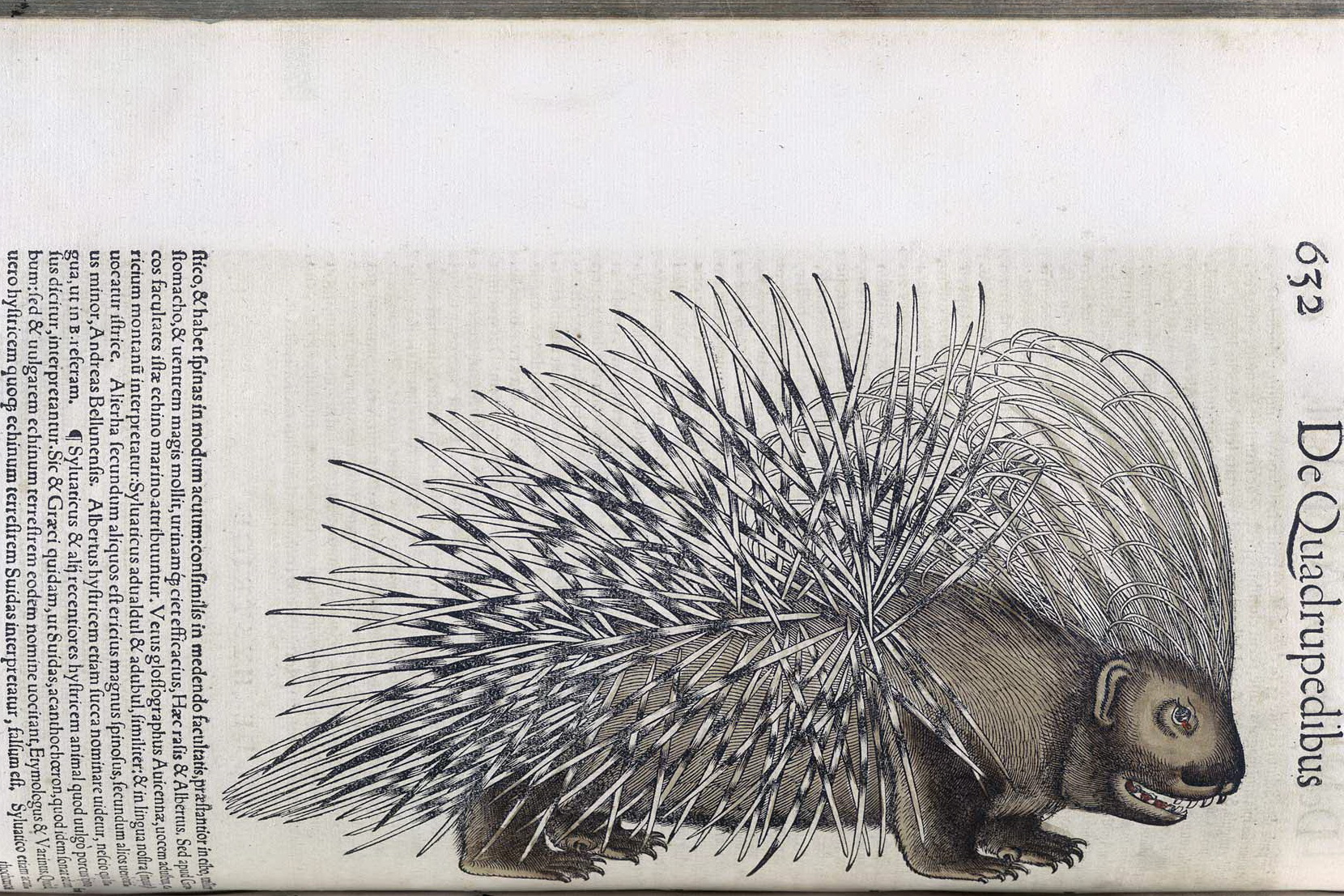
Sün Conrad Gessner, Historiae animalium (Zürich, 1551) című művének első kötetéből
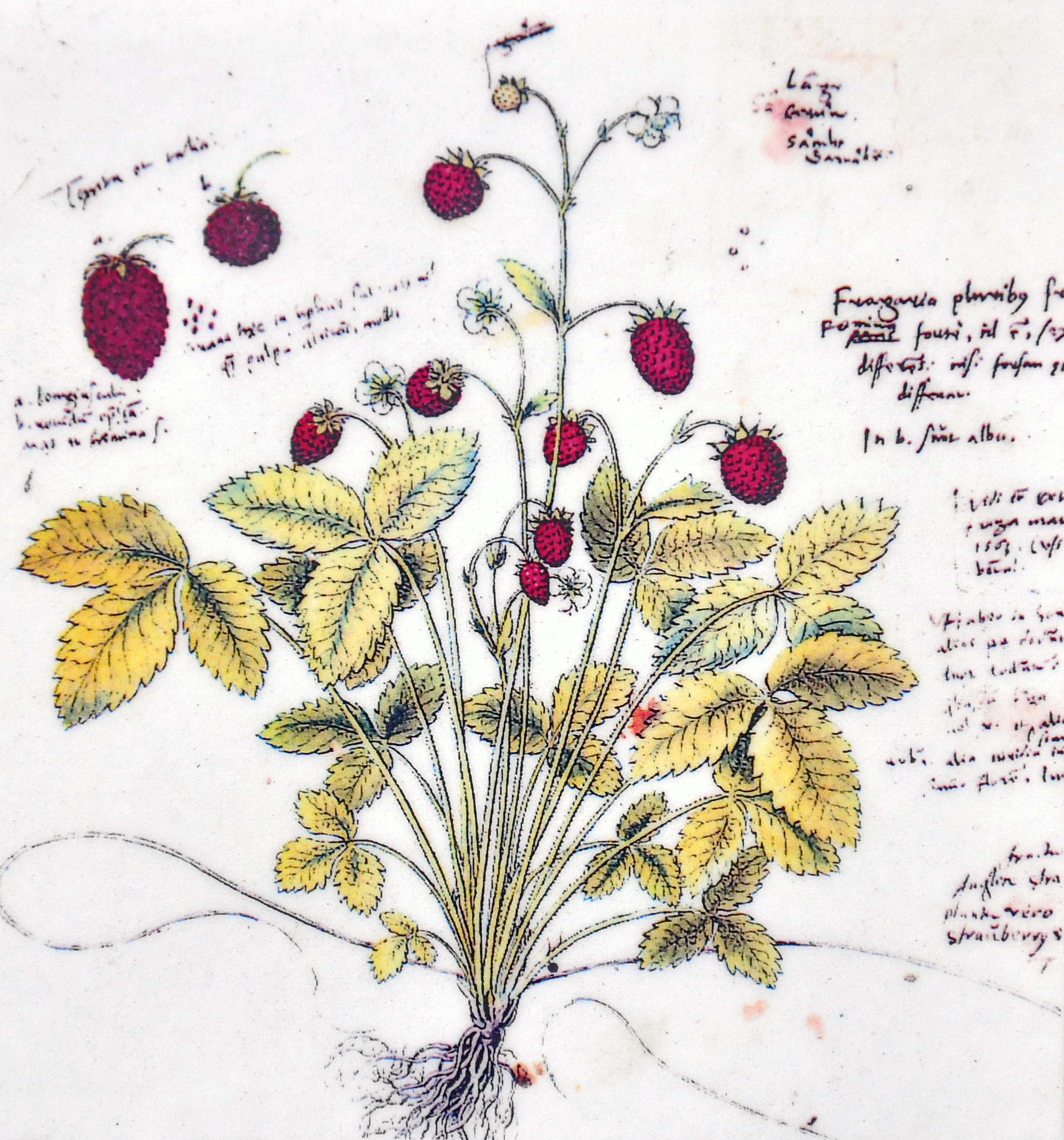
Erdei szamóca, Conradi Gesneri Historia plantarum